# Гиршфельд, Филипп Мартин
Филипп Мартин Гиршфельд (нем. Philipp Martin Hirschfeld; 1 октября 1840, Кёнигсберг — 4 октября 1896, Ванзе) — немецкий шахматист и шахматный теоретик.
Филипп Гиршфельд происходил из богатой семьи и научился играть в шахматы еще в детстве в Кёнигсберге. Когда в 1859 году он переехал учиться в Берлин, он уже был очень сильным игроком и теоретиком, его приняли в редакцию Deutsche Schachzeitung, где он публиковал анализы теории дебютов. Во время учебы в Берлине он соревновался с Карлом Майетом и Бертольдом Зюле (1860), а также с Адольфом Андерссеном (1861; +10 −14 =5) и Густавом Нейманом (1861).
В 1863 году Гиршфельд завершил обучение и присоединился к бизнесу своего отца. Он основал в Лондоне компанию «Königsberg Thee Company», которая имела филиалы в Кёнигсберге, Москве и Китае.
Гиршфельд, чья профессия не оставляла ему времени на международные турниры, во время командировок знакомился с лучшими игроками своего времени, с которыми время от времени соревновался. В 1864 году он сыграл 4:4 (+4 −4 =0) с Игнацем Колишем в Париже, в 1866 году проиграл 2:3 (+1 −2 =2) Сергею Урусову в Москве. Сохранились отдельные партии Гиршфельда с Вильгельмом Стейницем, Иоганном Лёвенталем, Бернхардом Горвицем, Сесилом де Вером и другими.
В 1873 году он переехал на постоянное место жительства в Лондон, где был частым партнером по игре и анализу Иоганна Цукерторта. С этого времени он регулярно проводил несколько месяцев в году в Берлине.
Умер в Ванзе в 1896 году.